# Église Saint-Lazare de Bonnay
Pour les articles homonymes, voir Église Saint-Lazare et Saint-Lazare.
L'église Saint-Lazare est une église catholique située sur le territoire de la commune de Bonnay, dans le département du Doubs, en France.

## Historique
Une église préexistante est attestée dès 967. L'église est reconstruite entre 1710 et 1715. 
L'édifice est classé au titre des monuments historiques en 1996.

## Rattachement
L'église fait partie de la paroisse du Val de la Dame Blanche (Châtillon-le-Duc) qui est rattachée au diocèse de Besançon.

## Architecture
Dessinée en forme de croix latine, elle possède un clocher-porche, couvert d'un dôme à impériale.

## Mobilier
L'église possède un mobilier remarquable dont certains sont protégés à titre objet des monuments historiques :
- Une statue de saint Michel du XVIIIe siècle classé à titre objet le 22 janvier 1964[3]
- Plusieurs retables ainsi que les décorations qui les accompagnent : statues de saints évêques[4], tableaux du Rosaire et ange gardien (XVIIIe siècle)[5], tableaux de saint Blaise (XVIIIe siècle)[6], saint Isidore et saint Vernier (1728)[7], saint Guérin (XVIIIe siècle)[8], les deux premiers classés à titre objet des monuments historiques le 22 janvier 1964; les suivants le 7 juillet 1992
- La chaire à prêcher en bois taillé du XVIIIe siècle classé à titre objet le 22 janvier 1964[9]
- Une  statue de sainte Anne en pierre taillée de 1604, inscrite à titre objet le 5 septembre 1991[10]